# Thai Sky Airlines

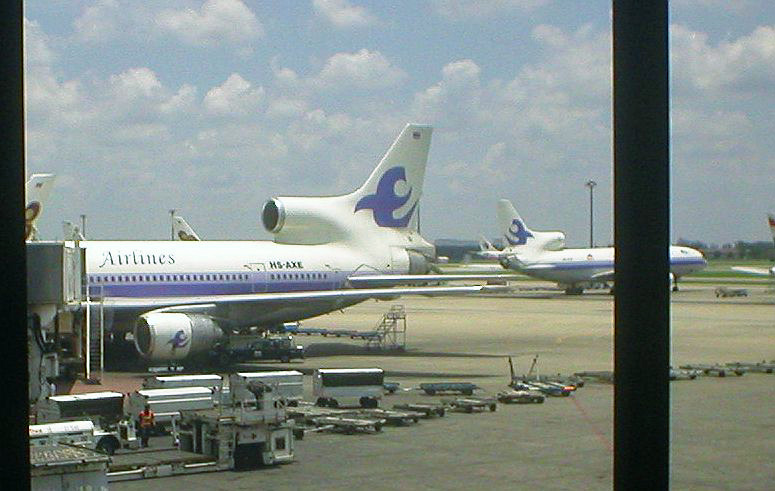
Deux Tristar à l'aéroport de Bangkok en 2006.

Thai Sky Airlines est une ancienne compagnie aérienne privée, basée à Bangkok en Thaïlande.
- Code AITA : 9I
- Code OACI : LLR

## Histoire
Les préparatifs pour l'achat d'avions et les accords avec des aéroports commencent en 2002. La compagnie voit officiellement le jour le 30 janvier 2004. Le 19 mai 2005 a lieu un premier vol vers Hong Kong. Des vols vers Kuala Lumpur sont lancés le 21 mai de la même année.
Thai Sky Airlines est un projet collectif regroupant des intérêts thaïs, hongkongais et taïwanais. Son activité principale est l'affrètement pour des organismes de voyage de Hong Kong à la Thaïlande. La compagnie a arrêté ses opérations en 2006.

## Flotte (inactive)
Deux avions à fuselage large —
- Un Lockheed L-1011-1 TriStar immatriculé HS-AXA[1]
- Un Lockheed L-1011-1 TriStar, immatriculé HS-AXE[2] - parqués depuis août 2006 à Don Mueang.